# 7316 Hajdu
7316 Hajdu este un asteroid din centura principală de asteroizi.

## Descriere
7316 Hajdu este un asteroid din centura principală de asteroizi. A fost descoperit pe 30 septembrie 1973 la Observatorul Palomar de Cornelis Johannes van Houten, Ingrid van Houten-Groeneveld și Tom Gehrels. Asteroidul prezintă o orbită caracterizată de o semiaxă mare de 2,80 ua, o excentricitate de 0,12 și o înclinație de 4,8° în raport cu ecliptica.